# Ракетный удар по Львову 6 июля 2023 года
6 июля 2023 года российские войска в ходе своего вторжения на Украину нанесли очередной ракетный удар по Львову.
В результате удара обрушилась часть многоэтажного жилого дома (были разрушены третий и четвёртый этажи в двух подъездах), повреждения получили 35 зданий. Погибли десять человек, ещё 42 человека получили ранения.
По словам городского головы Львова Андрея Садового и главы Львовской областной государственной администрации Максима Козицкого, этот удар стал одной из самых масштабных атак на гражданскую инфраструктуру города с начала российско-украинской войны.

## Предыстория
В ходе своего вторжения в Украину Россия регулярно обстреливала украинские города, поражая гражданскую инфраструктуру. Так, 27 июня 2023 года российские войска ударили по кафе RIA Lounge Bar в Краматорске. Хотя Львов находился далеко от эпицентра боев, однако периодически и он подвергался российским атакам. 

## Ход событий
Согласно заявлениям Вооружённых сил Украины, 6 июля россияне нанесли удар из акватории Черного моря около часу ночи по местному времени. Атака была проведена крылатыми ракетами «Калибр», запущенными с кораблей и подлодок. По словам украинских военных, всего было выпущено 10 ракет, 7 из которых удалось сбить украинской ПВО. По их данным, было зафиксировано несколько групп ракет, которые сначала двигались на север, используя рельеф местности и русло Днепра, а затем резко изменили курс в западном направлении.
Андрей Садовой ночью сообщал о падении на дом обломков российской ракеты, однако Максим Козицкий позднее заявил о прямом попадании, эту же версию выдвинула и прокуратура.
Всего, по данным местных властей, были повреждены более 250 квартир, свыше 30 строений (в том числе 10 общежитий, дом ребёнка, два вуза, санаторная школа и офисный комплекс) и около 50 автомобилей. Также была разрушена одна электроподстанция.
Основной удар пришелся по югу города — на Франковский и Сыховский районы, расположенные в двух-трех километрах от львовского Старого города.
По словам украинского министра культуры Александра Ткаченко, от удара пострадали исторические здания, являющиеся частью буферной зоны объекта Всемирного наследия ЮНЕСКО в Украине — Исторического центра Львова.

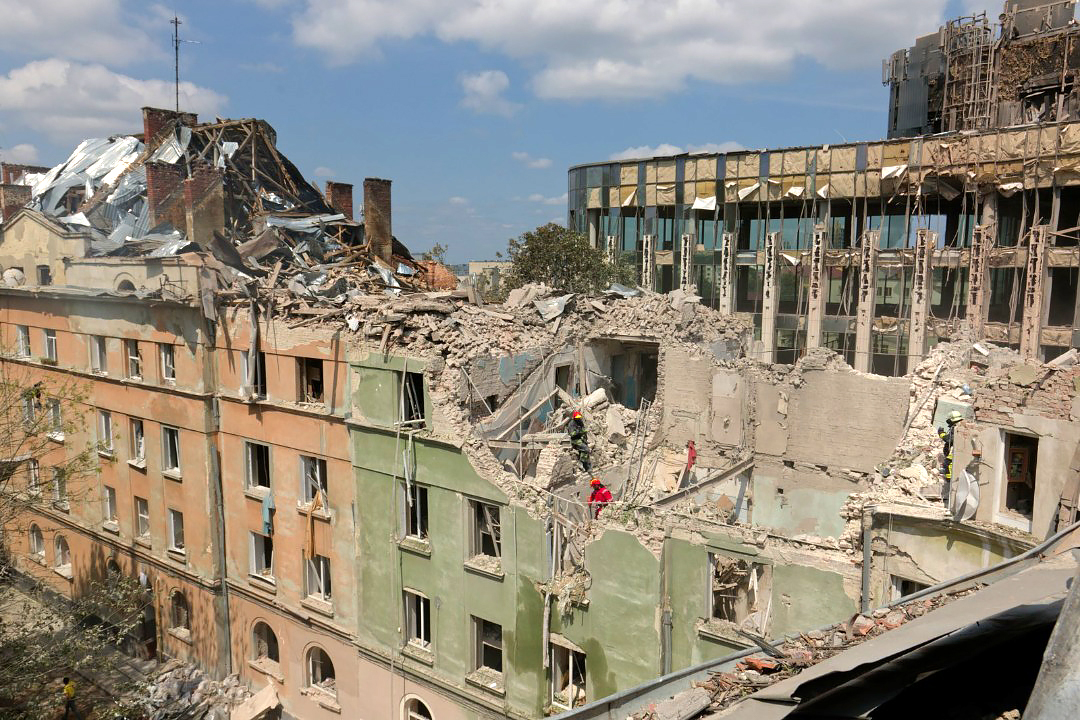
Комплекс домов на улице Стрыйской, 50—76в (на переднем плане) и бизнес-кампус Lviv Tech City (на заднем)

В частности, наиболее пострадала входящая в буферную зону улица Стрыйская. Повреждения получил дом по проекту архитектора Михала Рыбы, состоящий из 17 корпусов (памятник архитектуры местного значения). Его крыша разрушена, а некоторые квартиры целиком уничтожены. Как отметил архитектор и специалист по охране памятников, доцент Академии изящных искусств в Гданьске Михал Пщолковски, это «один из важнейших жилищных проектов [Львова] XX века, часть польского культурного наследия». Повреждён и соседний бизнес-кампус Lviv Tech City. Кроме того, пострадали здания двух школ, нескольких общежитий «Львовской политехники» и здания университетского городка Украинского католического университета. 
Обломки еще двух ракет упали в сельской местности во Львовском и Золочевском районах Львовской области. Разрушения получили частные постройки, но пострадавших не было. Всего в двух пострадавших селах — Великая Ольшаница и Хильчицы — были повреждены  14 жилых домов, 12 хозпостроек и  одна библиотека.

## Реакция

### Россия
Минобороны РФ назвало атаку на Львов «ударом по пунктам временной дислокации ВСУ и иностранных наемников». Российское пропагандистское издание РИА Новости сообщало: «Целью сегодняшнего удара по резервам Украины стали западная техника и боевики на территории военной академии во Львове».

### Украина
Во Львове был объявлен двухдневный траур по погибшим.
Глава Львовской областной государственной администрации Максим Козицкий на фоне руин разрушенных домов отметил: «Вот так „русский мир“ пришел во Львов». 
Президент Украины Владимир Зеленский выразил соболезнования близким погибших и добавил: «Обязательно будет ответ врагу. Ощутимый».

### Международные организации
ЮНЕСКО 6 июля осудило атаку на Львов. Организация указывает на то, что удары по охраняемой Конвенцией о всемирном наследии территории «являются нарушением этой конвенции, а также Гаагской конвенции 1954 года о защите культурных ценностей в случае вооруженного конфликта». Обязательства, взятые на себя участниками конвенций, распространяются и на буферные зоны рядом с памятниками, подчеркивают в организации. Также ЮНЕСКО выразило «искренние соболезнования семьям пяти погибших», о которых было известно на тот момент, и поддержку пострадавшим и жителям Львова. В то же время мер Львова Андрей Садовой раскритиковал ЮНЕСКО, говоря что та «не решилась назвать страну-террориста».